# New Kind of World
New Kind of World è un album in studio del gruppo musicale MFG, pubblicato nel 1997.

## Tracce
1. Electric Bubbles
2. When We Dream
3. Experience
4. Alien's
5. The Waking Mind
6. We Are the Machines
7. Born Into a New Life
8. Peaceful Relaxation
9. New Kind of World